# 横浜市立中丸小学校
横浜市立中丸小学校（よこはましりつ なかまるしょうがっこう）は、神奈川県横浜市神奈川区神大寺にある公立の小学校。

## 概要
「中丸」とは神大寺の旧小字であり、同区内にある町名の「中丸」とは関係ない。

## 沿革
- 1969年11月1日 - 神大寺小学校の南分校として設置。
- 1971年4月1日 - 神大寺小学校から分離、開校。

## 通学区域
中丸小学校の通学区域には以下の区域が指定されている。
- 神奈川区
  - 片倉一丁目1番から18番まで
  - 片倉二丁目3番23号から3番27号まで、13番から15番まで、17番から72番まで
  - 神大寺三丁目1番から25番まで

## アクセス
- 横浜市営地下鉄ブルーライン片倉町駅下車、徒歩15分
- 横浜市営バス35・50・291系統「片倉町入口」バス停下車、徒歩5分
- 相鉄バス浜1・浜7・浜11・浜13・浜44・浜83系統「片倉町入口」バス停下車、徒歩5分

## 周辺
- 神大寺中央公園
- 片倉うさぎ山公園

## 出身著名人
- 阿部隼人（サッカー選手）